# Gadi Roll
Pour les articles homonymes, voir Roll.
 (août 2013).
 (novembre 2015).

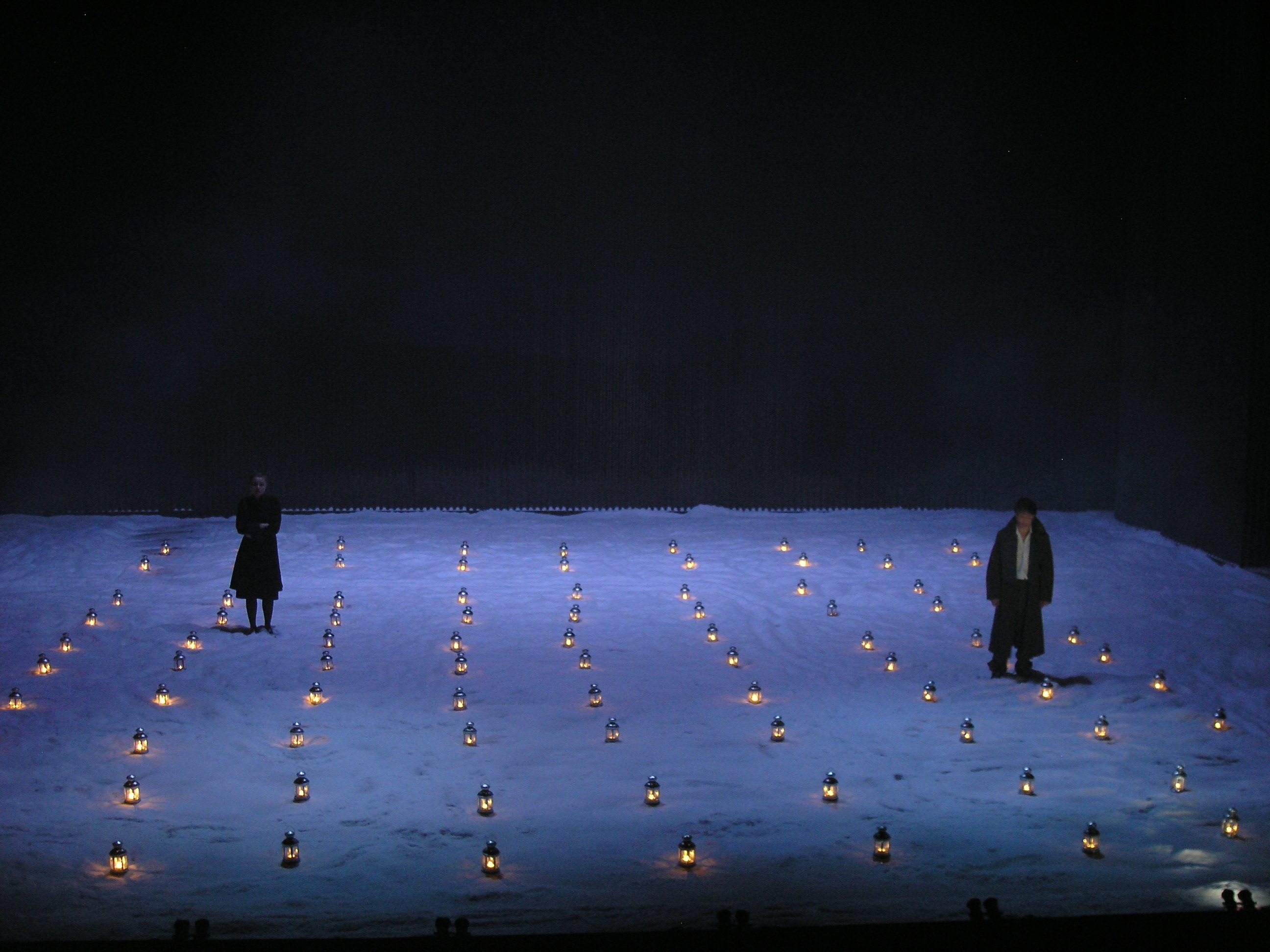
Don Juan revient de guerre ou l'Homme de neige, Teatr Polski, 2007

Gadi Roll (en hébreu גדי רול né  en 1959 à Tel Aviv) est un metteur en scène israélien, acteur, traducteur et pédagogue. Roll est le directeur du Théâtre municipal de Beer Sheva en 1993-1996, directeur du Festival du théâtre pour les enfants à Haifa  en 1992-1993, directeur artistique et directeur général associé du  Belgrade Theatre de Coventry. Roll enseigne à la Haute École de Théâtre « Beit Tsvi » à Ramat Gan et à l'Académie LAMDA de London.

## Biographie

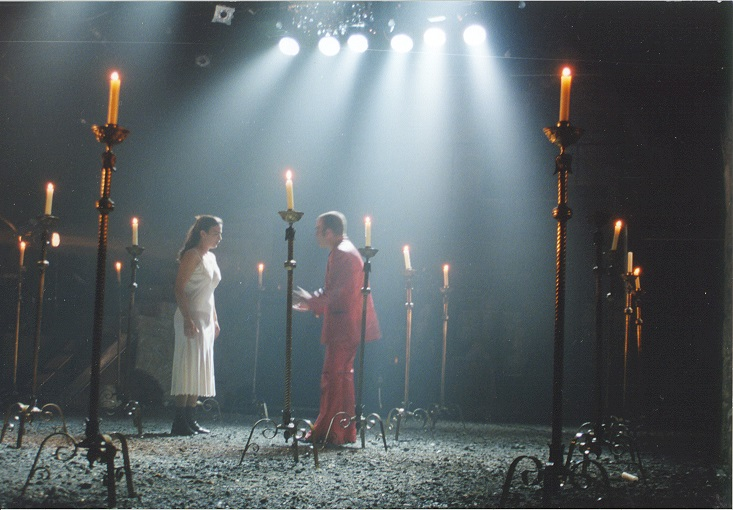
Mesure pour mesure au Théâtre Khan, Jérusalem,1998, régie:Gadi Roll

Gadi Roll naît à Tel Aviv du deuxième mariage de la pianiste et musicologue Mikhal Zmora Cohen (une des dirigeantes de l'organisation de femmes WIZO et qui sera plus tard directrice de la section musique de la Radio officielle israélienne Kol Israel et présidente de l'Académie de musique et ballet de Jérusalem) et d'Itzhak Roll  (1911-1963), (qui a été connu, parmi d'autres, comme l'organisateur de l'Exposition du dixième anniversaire d'Israël en 1958 et du Foire de l'Orient à Tel Aviv en 1962). L'enfant eût 3 ans quand son père fut mort d'une grave maladie, et par la suite, sa mère, elle-même fille de président de la Cour Supreme (Moshe Zmora), se maria avec Haïm Cohen, fameux juge de la Cour Suprême et militant des droits de l'homme.
Depuis, Gadi Roll passa son enfance et jeunesse à Jérusalem.
Il joua théâtre depuis l'âge de 10 ans. À cette époque, en 1969-1970, il participa à des émissions de théâtre radiophonique à la radio israélienne. À 12 ans il joua sur la scène du Théâtre des Jeunes de la mairie de Jérusalem, Bamat Essre. En 1973 il fut membre de l'ensemble de théâtre « fringe » « Abracadabra — clowns faisant du théâtre de marionnettes » et en 1975 partit avec l'ensemble à Londres et en participant aussi au Festival d'Avignon et au « Festival des Sots » à Amsterdam. En 1974  il joignit au autre ensemble de théâtre fringe a Jérusalem, « Hatzoanim » (les Tziganes).
En 1976 il fut à Salt Lake City, Utah, membre d'un ensemble de pantomime Great Salt Lake City Mime Troupe, et en 1977 partit en tournée avec la troupe British Friends Road Show du British Council for Culture and Arts. En 1981 Roll joua un des rôles principaux — Mika — dans le film de Mira Recanati, Elef nechikot ktano (« Mille de petits baisers » en français) qui participa au Festival de Cannes.

## L'activité de metteur en scène et didactique

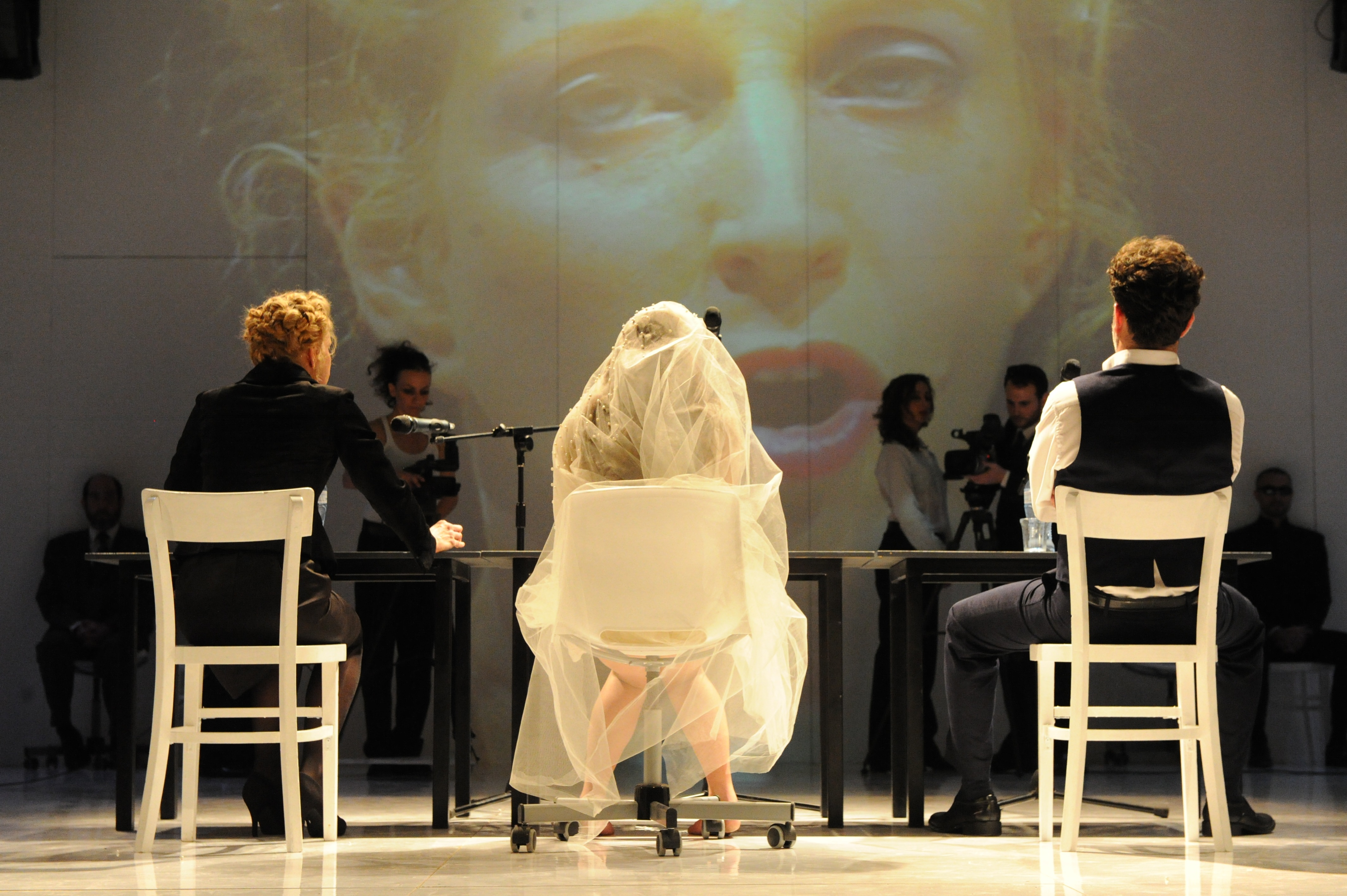
Iphigénie à Aulis au Théâtre municipal Beer Sheva, 2012, régie:Gadi Roll

Le premier spectacle qu'il mit en scène fut en 1981 au théâtre Beit Lessine la pièce Akhron Hapoalim (« Le dernier des ouvriers » en français) par Yehoshua Sobol. Il y collabora avec un des maîtres vénérés de l'art de la régie en Israël, Nola Chilton. Depuis 1982 Gadi Roll enseigne à la Haute École d'Arts Dramatiques "Beit Tsvi" à Ramat Gan. Entre 1981-1992 Roll régit 19 spectacles à Beit Tsvi, au Theatre de Beer Sheva, au Théâtre des enfants et jeunes "Orna Porat", à "Beit Lessine", au Théâtre Hasifriya de Ramat Gan,
Théâtre Kameri de Tel Aviv et au Théâtre Khan de Jérusalem.
Après 1990 Gadi Roll élargit son activité didactique, en enseignant aussi au Séminaire des Kibboutzim (1990-1991) et au Studio de théâtre de Yoram Levinstein (1990-1993) à Tel Aviv.En 2011-2012 il enseigna régie de théâtre à la faculté de théâtre de l'Université de Tel Aviv. Dans les années 1990-1992 il activa aussi comme "conseiller dramaturge" du Théâtre Beit Lessine et en 1992-1993 dirigea le Festival Haifa des spectacles pour les enfants.
En 1993-1996 Roll fut directeur du Théâtre Municipal de Beer Sheva, à ce moment-là, étant le plus jeune directeur de théâtre nommé jusqu'alors  en Israël. C'était dans cette période-la qu'il crystallisa sa propre conception sur le théâtre, lorsqu'il choisit à produire et mettre en scène à Beer Sheva des spectacles, en se guidant sur leur seule valeur artistique et dans aucun cas commerciale. Aussi fit-il venir à Beer Sheva pas mal de régisseurs et gens de théâtre de l'étranger. Depuis 1996 il enseigne à l'Académie LAMDA (London Academy of Music and Dramatic Arts) 
En 2006-2008 il fut directeur artistique et directeur general associé du Belgrade Theatre de Coventry.
En 1997 il régit le spectacle Sauvés par Edward Bond au "Stary Teatr" de Cracovie en Pologne, qui 
joua, depuis,quatre ans d'affilée.
Après 1997 continua Gadi Roll son travail de régisseur sur les scènes du ART (American Repertory Theater) à Boston, LAMDA,Royal Academy of Dramatic Art (RADA) à Londres, Drama Center de Londres, Teatr Stary de Cracovie, Teatr Polski de Wroclaw, Belgrade Theatre de Coventry et aussi en Israël, à Habima, au Khan et aux Théâtres municipaux de Haifa et Beer Sheva.
Gadi Roll a traduit dix pièces de l'anglais vers le hébreu.

## Son style de travail
Sa vision du théâtre est moderne. Il s'intéresse surtout à l'événement théâtral, à la forme théâtrale,la manipulation de la forme et l'usage des langages théâtraux nouveaux. Sa préférence va tout d'abord vers le répertoire classique, qui permet une base solide pour la construction d'un langage nouveau. Dans pas mal de spectacles il construit la production sur des éléments physiques et visuels, et donne la même attention à tous les moyens qui lui sont disponibles:jeu, espace, scénographie, lumière, son, et mouvement, et ses productions sont considérées très visuelles. À son opinion, l'expérience artistique doit occasionner au spectateur une rencontre avec soi-même, sur niveau émotionnel ou rationnel, et produire en lui, un changement, soit-il momentané, dans sa vision du monde ou dans sa compréhension de lui-même. L'expérience artistique doit contenir plus que le spectateur est capable intérioriser à première vue et doit traiter de la condition humaine et ses circonstances.

## Spectacles réalisés
Parmi les spectacles mis en scène par Gadi Roll on peut mentionner :
- Ahron Hapoalim (Le dernier des ouvriers) de Sobol (Beit Lessine, 1981)
- Schule mit Clowns de Friederich Karl Waechter, (1982 Khan et Beer Sheva)
- La Ferme des animaux d'après George Orwell (1986, Kameri),
- Month of Sundays de Bob Larbey (1987, Beer Sheva)
- Hitting Town de  Stephen Poliakoff (1984, Hasifriya)
- Sauvés d'Edward Bond, (1997, Stary Teatr)
- Quai Ouest de  Bernard-Marie Koltès (1996, Beer Sheva)
- 1913 de  Carl Sternheim(1998, Habima)
- Mesure pour mesure de  Shakespeare (1998, Khan)
- Don Juan revient de guerre de  Ödön von Horváth (2007, LAMDA, Londres. Teatr Polski, Belgrade Theatre)
- No End of Blame de  Howard Barker (2005, RADA, Londres)
- L'Éveil du printemps de  Frank Wedekind (2002, LAMDA),
- En attendant Godot de  Samuel Beckett (2000, LAMDA),
- Maladie de la jeunesse de  Ferdinand Bruckner (2003, Beit Tsvi, 2007 Belgrade Theatre)
- La duchesse d'Amalfi de  John Webster (2005, Haifa)
- Iphigénie à Aulis d'Euripide (2012, Beer Sheva) etc.
- Le Dieu du carnage de Yasmina Reza (2020, Cameri Theater)